# Ellipteroides (Ellipteroides) ebenomyia
Ellipteroides (Ellipteroides) ebenomyia is een tweevleugelige uit de familie steltmuggen (Limoniidae). De soort komt voor in het Oriëntaals gebied.